# Alithini
Alithini of Alithini Irakleiou (Grieks: Αληθινή of Αληθινή Ηρακλείου) is een plaats op het Griekse eiland Kreta, op circa 4 km ten zuiden van Moires. Alithini telt 148 inwoners (2001).
Alithini behoort tot de deelgemeente (dimotiki enotita) Moires, van de fusiegemeente (dimos) Faistos, in de Griekse bestuurlijke regio (periferia) Kreta.